# Jawasia
Jawasia fou un estat tributari protegit de l'Índia, un dels disset thakurats garantits a l'agència de Malwa Occidental i després dins l'Agència de l'Índia Central més tard a l'agència de Malwa amb una població de 607 habitants (vers 1901). La capital era Jawasia avui al districte d'Ujjain, Madhya Pradesh. Els ingressos s'estimaven el 1901 en 10.000 rupies. Rebia thankah de Gwalior, Indore i Dewas.
La nissaga de Jawasia eren rajputs sisòdia descendents de la família de Bhadnagar (a Mewar). Es van establir inicialment a Dipalpur, i després a Bararh a Shahjahanpur (Gwalior), més tard a Tajpur a la pargana d'Ujjain, i finalment a Jawasia. Sher Singh i Gulab Singh, el thakurs als que originalment els britànics van garantir el territori, foren succeïts per Bhairon Singh mort el maig de 1888 i el va succeir el rawat Lal Singh (nascut el 1858). La família encara existeix. El seu títol era el de rao.